# USE1
USE1‏ (Unconventional SNARE in the ER 1) هوَ بروتين يُشَفر بواسطة جين USE1 في الإنسان.